# 钟花草属
钟花草属（学名：Codonacanthus）是爵床科下的一个属，为草本植物。该属共有钟花草（Codonacanthus pauciflorus）和穗序钟花草（Codonacanthus spicatus）两种，分布于印度东北部至中国东部。
属名Codonacanthus源于希腊语kodon（钟形）和acanthus（老鼠簕属）的合成词，指花冠钟形。